# 小行星1157
小行星1157（1157 Arabia）是一颗绕太阳运转的小行星，为主小行星带小行星。该小行星于1929年8月31日发现。
該小行星以阿拉伯命名。

## 轨道参数
小行星1157的轨道半长轴为3.1826567 UA，离心率为0.144。